# Schiere grigie
Schiere grigie (in polacco Szare Szeregi) era il nome in codice usato dall'associazione scout polacca (in polacco Związek Harcerstwa Polskiego o ZHP) per le proprie attività segrete durante la seconda guerra mondiale.
L'organizzazione in tempo di guerra fu avviata il 27 settembre 1939, resistette attivamente e combatté l'occupazione tedesca a Varsavia fino al 18 gennaio 1945 e contribuì alle operazioni di resistenza dello Stato segreto polacco. Alcuni dei suoi membri (Grupy Szturmowe - Gruppi d'assalto) erano tra le truppe meglio addestrate dell'esercito nazionale.
Sebbene formalmente indipendenti, le schiere grigie lavorarono a stretto contatto con la delegazione governativa per la Polonia e il quartier generale dell'esercito nazionale. Le schiere grigie avevano il proprio quartier generale, conosciuto con il criptonimo Pasieka ("apiario") composto dal Capo Scout delle schiere grigie più da tre a cinque deputati nel grado di Harcmistrz (capo scout).

## Origine del nome
Il nome in codice Szare Szeregi fu adottato nel 1940: fu utilizzato per la prima volta dagli esploratori sotterranei a Poznań. Il nome fu coniato dopo una delle prime azioni dello ZHP, in cui gli scout distribuirono volantini di propaganda tra i tedeschi provenienti dalla Lituania, Lettonia ed Estonia che si erano stabiliti nelle case dei polacchi espulsi al governatorato generale. Per creare confusione, i volantini erano stati firmati SS, come la sigla delle temute Schutzstaffel naziste, in seguito ampliato a Szare Szeregi, il nome che venne infine adottato dall'intera organizzazione.

## Storia e attività

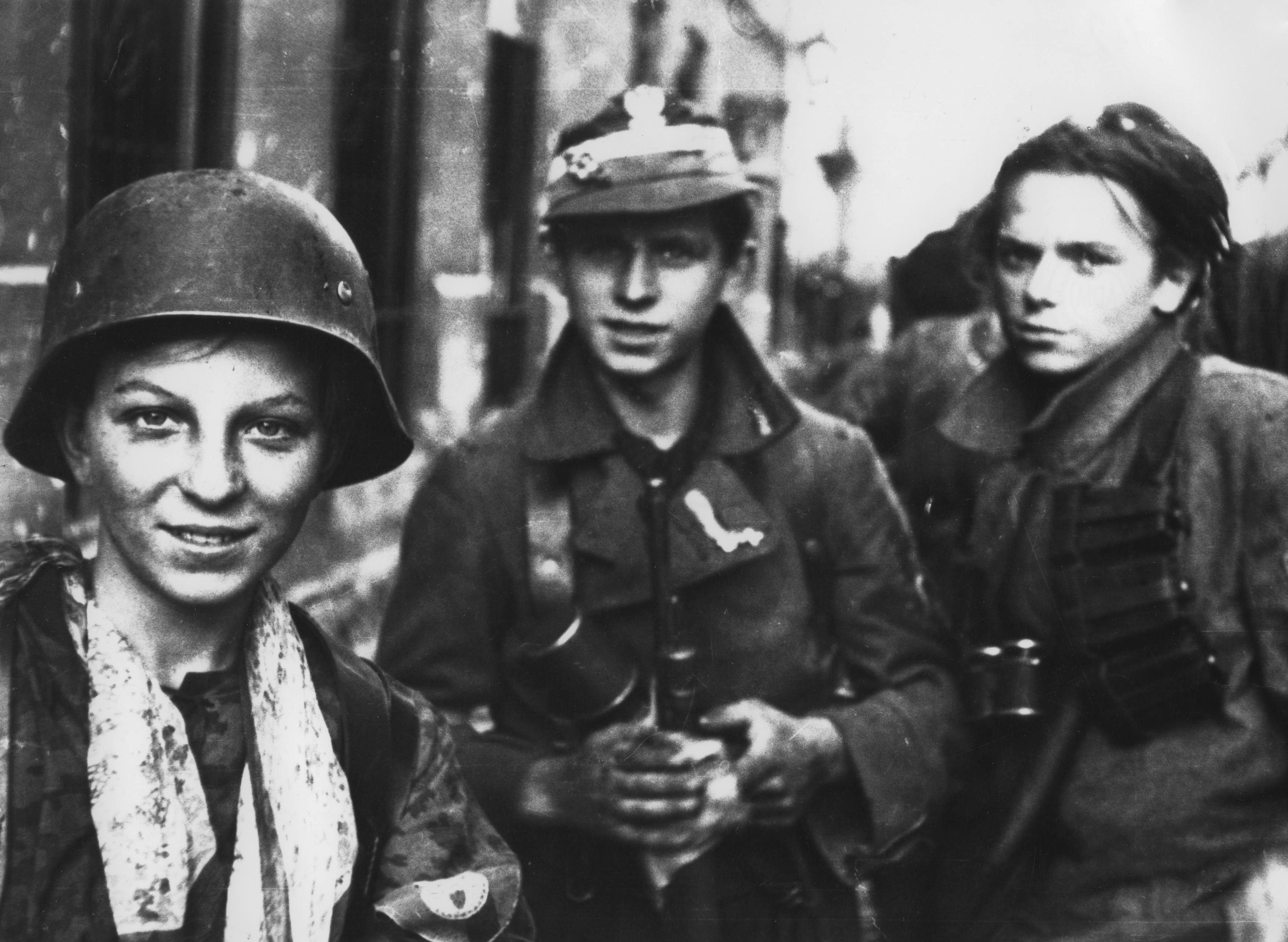
Scout polacchi impegnati nella rivolta di Varsavia

Sin dalla sua costituzione nel 1916, gli scout dell'associazione scout polacca avevano preso attivamente parte a tutti i conflitti in cui la Polonia era stata impegnata in questo periodo: sollevazione della Grande Polonia, guerra sovietico-polacca, rivolte nella Slesia e la guerra polacco-ucraina. Dopo l'invasione tedesca della Polonia nel 1939, i nazisti riconobbero lo ZHP come una minaccia: gli scout e le guide polacche furono etichettati come criminali e le loro attività furono bandite. Sotto la guida di Florian Marciniak, lo ZHP continuò ad operare clandestinamente: l'attività scout si trasformò in attività paramilitare, riportando allo Stato segreto polacco ed entrando a far parte dell'esercito nazionale.

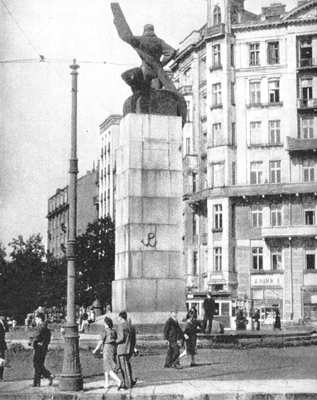
Il segno Kotwica, dipinto dalle schiere grigie sul piedistallo del Monumento degli aviatori di Varsavia

Gli scout di maggiore età eseguivano sabotaggi, resistenza armata e omicidi. Le guide formavano unità ausiliarie che lavoravano come infermiere, staffette e trasportatrici di munizioni. Gli scout più giovani furono coinvolti nel cosiddetto sabotaggio minore sotto l'egida dell'organizzazione Wawer, che includeva la diffusione di volantini o la pittura del segno kotwica sui muri. Durante l'operazione Tempest, e in particolare durante la rivolta di Varsavia, gli scout parteciparono ai combattimenti e diverse unità furono tra le più efficaci in combattimento. Un reparto delle schiere grigie includeva anche i corrieri bianchi, che tra la fine dell'autunno 1939 e la metà del 1940 aiutarono molte persone a fuggire di nascosto dalla Polonia sud-orientale occupata dai sovietici verso l'Ungheria.
Nel 1940, nell'evento che divenne noto come il massacro di Katyn', l'Unione Sovietica giustiziò la maggior parte degli scout detenuti nella prigione di Ostaškov.
Nel 1945 lo ZHP ripristinò il proprio nome originale e tornò alle attività pubblica. Tuttavia, le autorità comuniste della Polonia fecero pressioni sull'organizzazione affinché confluisse nel Movimento dei Pionieri e, avendo rifiutato, fu infine bandita nel 1949. L'unica struttura dello ZHP che rimase attiva durante il regime comunista fu lo ZHP estero in polacco ZHP pgK, che riuniva scout polacchi negli Stati Uniti d'America, Regno Unito, Canada, Australia, Argentina, Francia e Svezia.

## Principi
Le schiere grigie seguivano i principi prebellici dello ZHP: servizio alla popolazione e al paese, educazione e miglioramento delle proprie capacità.
La promessa, in aggiunta a quanto già previsto nella formulazione prebellica, subì la seguente aggiunta:
"Prometto di servire con le schiere grigie, salvaguardare i segreti dell'organizzazione, obbedire agli ordini e non esitare a sacrificare la mia vita."
Oltre al codice morale dello scautismo, le schiere grigie seguirono anche un percorso d'azione in tre fasi, soprannominato "Oggi - domani - dopodomani" (in polacco Dziś - jutro - pojutrze):
- "Oggi": lotta per l'indipendenza della Polonia;
- "Domani": preparati a una rivolta nazionale e alla liberazione della Polonia;
- "Dopodomani": preparati a ricostruire la Polonia dopo la guerra.

## Operazioni principali
Le operazioni principali dei gruppo d'assalto delle schiere grigie inclusero:
- operazione Arsenal (26 marzo 1943), la liberazione di Jan Bytnar e altri 24 prigionieri gravemente feriti da un convoglio della Gestapo;
- operazione Schultz (6 maggio 1943), l'assassinio dell'Obersturmführer delle SS Herbert Schultz;
- operazione Lange (22 maggio 1943), l'assassinio del Rottenführer delle SS Ewald Lange;
- operazione Belt (agosto 1943 - febbraio 1944), la distruzione di tredici avamposti di confine tedeschi;
- operazione Bürkl (7 settembre 1943), l'assassinio dell'Oberscharführer delle SS Franz Bürkl;
- operazione Kutschera (2 febbraio 1944), l'assassinio del Comandante delle SS e della Polizia Franz Kutschera;
- assalto e liberazione del campo di concentramento di Gęsiówka a Varsavia (5 agosto 1944).